# Івана Чаббак
Івана Чаббак (англ. Ivana Chubbuck) — американська викладачка акторського мистецтва, письменниця та кінопродюсерка.

## Біографія
Івана Чаббак має українське коріння. Її предки покинули Україну на початку ХХ століття. Сама Івана народилася у США.
Професійну кар'єру почала у 1991 році консультантом з діалогів у фільмі «Тед і Венера». Згодом працювала консультантом у кількох фільмах і телесеріалах. Потім відкрила власну студію акторської майстерності у Лос-Анджелесі.
Найвідомішими учнями Івани Чаббак були актори Геллі Беррі, Бред Пітт, Єва Мендес, співачка Бейонсе, віце-президент США Альберт Гор, мільярдер Алек Горес.
Чаббак проводить акторські майстер-класи всьому світі. 21 і 22 листопада 2018 року Івана Чаббак давала майстер-класи у Києві.
Івана є автором книги-бестселера «The Power of the Actor: The Chubbuck Technique» («Майстерність актора: Техніка Чаббак»), яку переклали на 18 мов. У ній авторка викладає дієві рецепти поліпшення акторської майстерності.